# Selenisa humeralis
Selenisa humeralis là một loài bướm đêm trong họ Erebidae.